# Carronella pellucida
Carronella pellucida is een slakkensoort uit de familie van de waaierslakken (Flabellinidae). De wetenschappelijke naam van de soort werd voor het eerst geldig gepubliceerd in 1843 door Alder & Hancock als Eolis pellucida.

## Beschrijving
Het lichaam van Carronella pellucida is doorschijnend wit van kleur met ondoorzichtig wit pigment op de toppen van de orale tentakels, rinoforen en staart. De cerata zijn gevuld met rode spijsverteringsklieren en zijn bedekt met wit pigment dat zich precies over de uiteinden uitstrekt, in plaats van ringen te vormen zoals gebruikelijk is bij andere soorten. Meestal ongeveer 30 mm lang als ze volgroeid zijn.
Carronella pellucida is een ongewone soort die in de vroege zomer broedt op plaatsen die beschut zijn tegen golfslag maar blootgesteld zijn aan getijdenstromen. Het normale voedsel is de hydroïdpoliep zeeboompje (Eudendrium arbuscula), maar andere Eudendrium-soorten kunnen ook worden gegeten. De eisnoer bestaat uit een draad die in een golvende spiraal tussen het voedsel en op nabijgelegen rotsen wordt gelegd.

## Verspreiding
Carronella pellucida is een noordelijke soort op de Britse Eilanden, die voorkomt rond Schotland en in de Ierse Zee, maar blijkbaar afwezig is aan de westkust van Ierland en Engeland. Er is één recent record bevestigd door een exemplaar uit Lough Hyne, County Cork. Verdere distributie omvat Noorwegen en de Atlantische kust van Amerika.